# Csapat északi összetett a 2022. évi téli olimpiai játékokon
A 2022. évi téli olimpiai játékokon az északi összetett csapatversenyét február 17-én rendezték. Az aranyérmet a norvég csapat nyerte. A versenyszámban nem vett részt magyar csapat.

## Naptár
Az időpontok helyi idő szerint (UTC+8), zárójelben magyar idő szerint (UTC+1) olvashatóak.
| Forduló           | Időpont       |
| ----------------- | ------------- |
| Síugrás, nagysánc | 16:00 (9:00)  |
| Sífutás, 4×5 km   | 19:00 (12:00) |

## Eredmények

### Síugrás, nagysánc
| Hely. | R                      | Nemzet                                                                                   | Táv.                    | Pont                          | Időhátrány |
| ----- | ---------------------- | ---------------------------------------------------------------------------------------- | ----------------------- | ----------------------------- | ---------- |
| 1.    | 8 8–1 8–2 8–3 8–4      | Ausztria (AUT) · Martin Fritz · Johannes Lamparter · Lukas Greiderer · Franz-Josef Rehrl | 121,0 140,0 130,0 141,0 | 475,4 101,2 125,5 121,2 127,5 | –          |
| 2.    | 9 9–1 9–2 9–3 9–4      | Norvégia (NOR) · Jørgen Graabak · Jens Lurås Oftebro · Espen Bjørnstad · Espen Andersen  | 125,5 131,0 133,5       | 469,4 112,7 114,6 122,4 119,7 | +0:08      |
| 3.    | 10 10–1 10–2 10–3 10–4 | Németország (GER) · Manuel Faißt · Eric Frenzel · Vinzenz Geiger · Julian Schmid         | 128,5 132,0 133,0 131,5 | 467,0 117,1 108,8 115,6 125,5 | +0:11      |
| 4.    | 7 7–1 7–2 7–3 7–4      | Japán (JPN) · Akito Watabe · Yoshito Watabe · Hideaki Nagai · Ryota Yamamoto             | 125,0 133,5 128,5 135,0 | 466,6 109,1 124,5 111,6 121,4 | +0:12      |
| 5.    | 4 4–1 4–2 4–3 4–4      | Franciaország (FRA) · Mattéo Baud · Gaël Blondeau · Antoine Gérard · Laurent Mühlethaler | 130,0 111,0 125,5 127,0 | 410,0 114,9 81,4 103,2 110,5  | +1:27      |
| 6.    | 2 2–1 2–2 2–3 2–4      | Csehország (CZE) · Ondřej Pažout · Jan Vytrval · Lukáš Daněk · Tomáš Portyk              | 127,5 120,5 122,0 123,5 | 403,7 105,7 101,2 97,1 99,7   | +1:36      |
| 7.    | 5 5–1 5–2 5–3 5–4      | Egyesült Államok (USA) · Jasper Good · Taylor Fletcher · Jared Shumate · Ben Loomis      | 114,5 113,0 128,0 129,0 | 387,1 80,9 85,0 108,1 113,1   | +1:58      |
| 8.    | 6 6–1 6–2 6–3 6–4      | Finnország (FIN) · Ilkka Herola · Arttu Mäkiaho · Perttu Reponen · Eero Hirvonen         | 118,0 116,5 123,0 123,5 | 385,1 94,7 87,6 98,7 104,1    | +2:00      |
| 9.    | 3 3–1 3–2 3–3 3–4      | Olaszország (ITA) · Samuel Costa · Alessandro Pittin · Iacopo Bortolas · Raffaele Buzzi  | 110,5 104,5 116,0 124,0 | 320,1 72,2 64,3 86,4 97,2     | +3:27      |
| 10.   | 1 1–1 1–2 1–3 1–4      | Kína (CHN) · Zhao Zihe · Zhao Jiawen · Guo Yuhao · Fan Haibin                            | 98,0 93,5 81,5 106,5    | 184,7 54,6 47,8 16,0 66,3     | +6:28      |

### Sífutás, 4 × 5 km
| Helyezés | R                      | Nemzet                                                                                   | Időh. | Sífutás idő                             | Sífutás hely. | Összesítés | Hátrány  |
| -------- | ---------------------- | ---------------------------------------------------------------------------------------- | ----- | --------------------------------------- | ------------- | ---------- | -------- |
| Arany    | 2 2–1 2–2 2–3 2–4      | Norvégia (NOR) · Espen Bjørnstad · Espen Andersen · Jens Lurås Oftebro · Jørgen Graabak  | 0:08  | 50:37,1 12:52,3 12:34,2 12:19,5 12:51,1 | 1             | 50:45,1    | –        |
| Ezüst    | 3 3–1 3–2 3–3 3–4      | Németország (GER) · Manuel Faißt · Julian Schmid · Eric Frenzel · Vinzenz Geiger         | 0:11  | 51:29,0 12:44,7 12:41,7 12:53,5 13:09,1 | 5             | 51:40:0    | +54,9    |
| Bronz    | 4 4–1 4–2 4–3 4–4      | Japán (JPN) · Yoshito Watabe · Hideaki Nagai · Akito Watabe · Ryota Yamamoto             | 0:12  | 51:28,3 12:44,0 12:41,8 12:26,6 13:35,9 | 4             | 51:40,3    | +55,2    |
| 4.       | 1 1–1 1–2 1–3 1–4      | Ausztria (AUT) · Franz-Josef Rehrl · Johannes Lamparter · Lukas Greiderer · Martin Fritz | 0:00  | 51:44,7 12:56,6 12:36,6 12:31,6 13:39,9 | 8             | 51:44,7    | +59,6    |
| 5.       | 5 5–1 5–2 5–3 5–4      | Franciaország (FRA) · Gaël Blondeau · Mattéo Baud · Antoine Gérard · Laurent Mühlethaler | 1:27  | 51:33,1 12:46,5 12:53,2 12:40,3 13:13,1 | 6             | 53:00,1    | +2:15,0  |
| 6.       | 7 7–1 7–2 7–3 7–4      | Egyesült Államok (USA) · Taylor Fletcher · Ben Loomis · Jasper Good · Jared Shumate      | 1:58  | 51:09,1 12:16,3 12:52,3 13:07,4 12:53,1 | 2             | 53:07,1    | +2:22,0  |
| 7.       | 6 6–1 6–2 6–3 6–4      | Csehország (CZE) · Tomáš Portyk · Jan Vytrval · Ondřej Pažout · Lukáš Daněk              | 1:36  | 51:34,6 12:59,9 12:39,1 13:04,2 12:51,4 | 7             | 53:10,6    | +2:25,5  |
| 8.       | 8 8–1 8–2 8–3 8–4      | Finnország (FIN) · Ilkka Herola · Arttu Mäkiaho · Eero Hirvonen · Perttu Reponen         | 2:00  | 51:24,1 12:35,5 12:51,3 12:41,2 13:16,1 | 3             | 53:24,1    | +2:39,0  |
| 9.       | 9 9–1 9–2 9–3 9–4      | Olaszország (ITA) · Iacopo Bortolas · Samuel Costa · Raffaele Buzzi · Alessandro Pittin  | 3:27  | 53:40,0 14:00,6 13:07,4 13:13,1 13:18,9 | 9             | 57:07,0    | +6:21,9  |
| 10.      | 10 10–1 10–2 10–3 10–4 | Kína (CHN) · Zhao Jiawen · Guo Yuhao · Zhao Zihe · Fan Haibin                            | 6:28  | 58:07,1 13:53,2 13:42,7 14:23,0 16:08,2 | 10            | 1:04:35,1  | +13:50,0 |